# Retrato romano

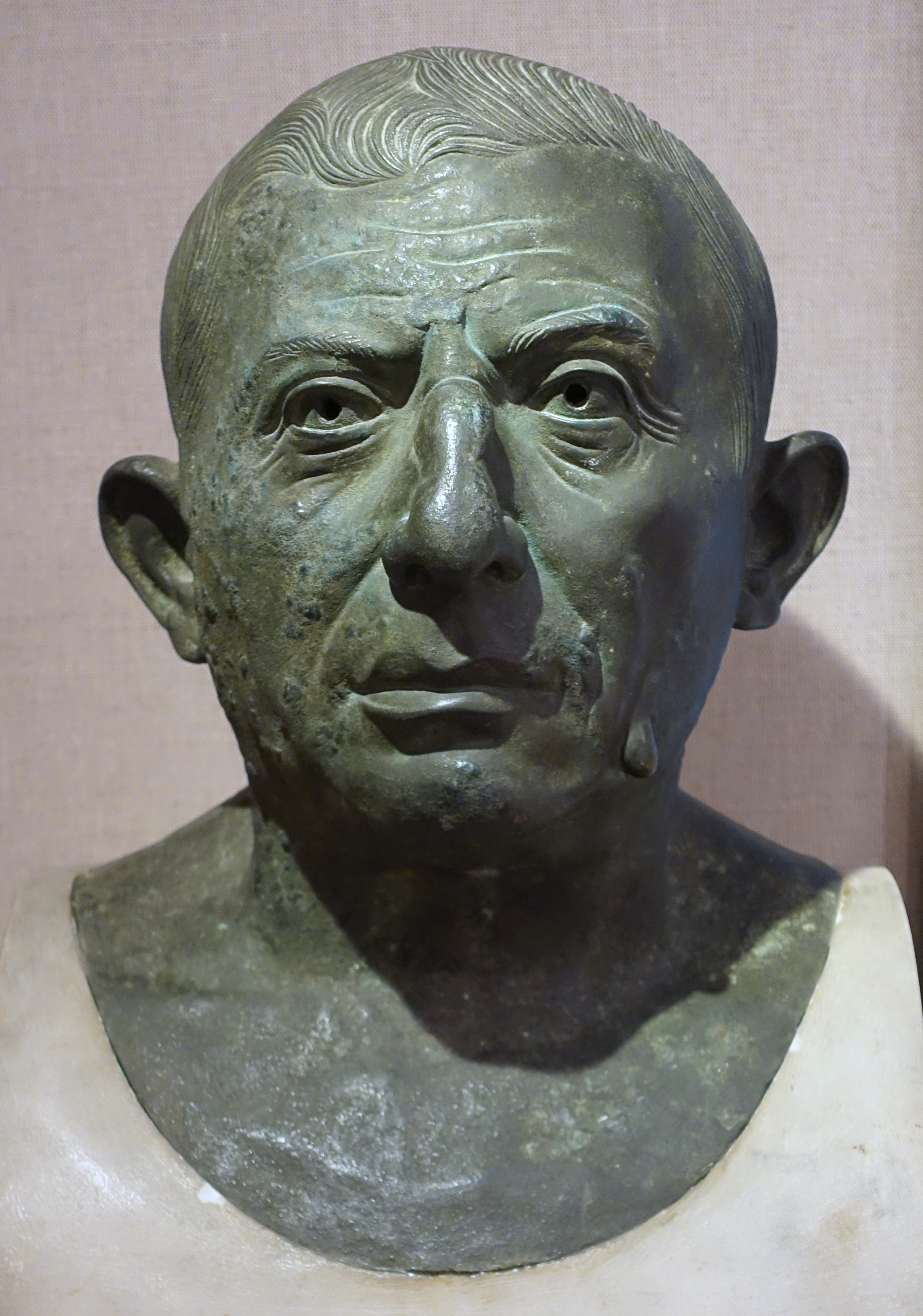
El retrato romano se caracteriza por su realismo; busto de Lucio Cornelio Cina; el original en bronce, encontrado en Pompeya, pertenece al Museo Arqueológico Nacional de Nápoles.

El retrato romano  fue de los periodos más significativos en el desarrollo de arte del retrato, influido por la escultura etrusca y la escultura griega. Se caracteriza por un inusual realismo. Gran cantidad de imágenes y estatuas fueron realizadas en bronce y de ellas muy pocas han sobrevivido.
Los bustos de la era republicana tienden a ser un poco más modestos, realistas, y naturales que los pertenecientes a la primera época del Imperio. 
Durante la era del Imperio, los bustos de los emperadores fueron a menudo utilizados para fines de propaganda y mensajes ideológicos traducidos en la pose, adornos y vestidos de la figura. Desde que emperadores como Augusto comenzaron a ser deificados, las representaciones comenzaron a idealizarse (Augusto de Prima Porta, Ara Pacis). Además de personajes públicos los romanos también representaron guerreros y aventuras heroicas, influidos por espíritu de los griegos.

## Funciones

### Funerarias

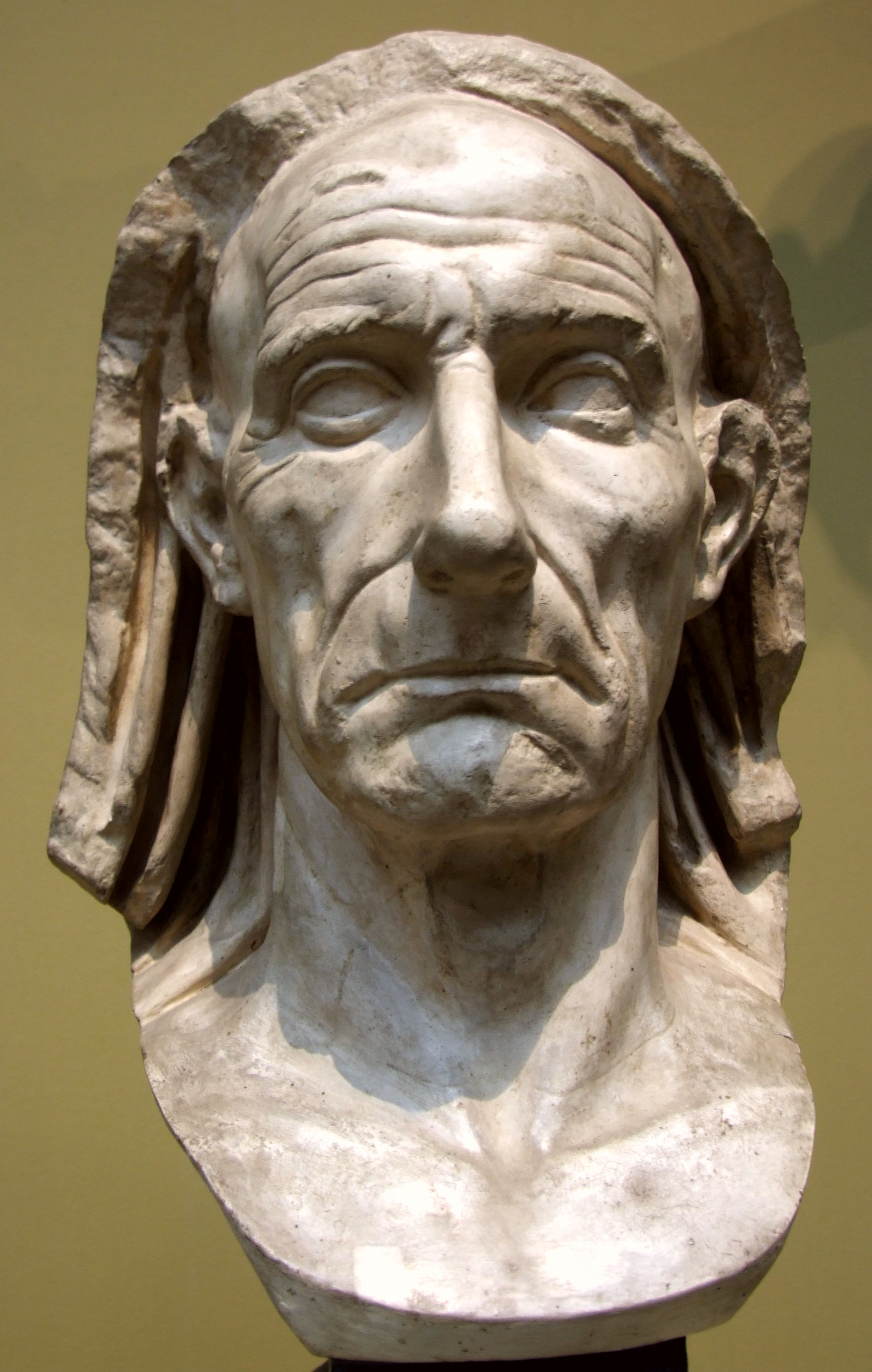
Busto de un hombre viejo. La cabeza cubierta (capite velato) puede identificarlo como un sacerdote o pater familias (mármol, mediados del a, C.

El origen del retrato romano, y la probable causa de su tendencia al realismo, fueron las costumbres funerarias romanas, que incluían la práctica de moldear máscaras mortuorias en cera sobre los rostros de los difuntos (maiorum imagines) y exhibirlas en un altar de las casas, como parte esencial de la religión romana tradicional y el mantenimiento del estatus sociopolítico de las familias patricias. Sólo en los últimos tiempos de la República algunos homines novi ("hombres nuevos", poderosos y enriquecidos) consiguieron, no sin escándalo, tal derecho (ius imaginum).

### Políticas
En los días de la República se erigían en lugares públicos estatuas a medida de líderes políticos y militares. Tal honor era proporcionado por decisión del Senado, normalmente para conmemorar victorias, triunfos y logros políticos. Estos retratos eran normalmente acompañados por una inscripción dedicatoria. 
La alternancia en el poder de las facciones políticas opuestas producía una multiplicidad de rostros retratados (fue significativo que Julio César fuera asesinado a los pies de la estatua de su rival, Pompeyo). La imposición del principado de Augusto (23 a. C.) utilizó el retrato como un eficaz medio para identificar al Princeps con el Estado. Aunque formalmente no había una monarquía ni una sucesión dinástica, el régimen imperial se les asemejaba mucho, a lo que contribuyó la difusión de los retratos del emperador y la familia imperial, multiplicados por todo el Imperio. Con el tiempo, la presencia de imágenes en todas las ciudades se convirtió en uno de los rasgos del culto imperial como religión cívica romana.
Mediante la damnatio memoriae se destruían físicamente los retratos de aquellos a quienes se quería privar del honor de ser recordados.

## Tipología del retrato escultórico

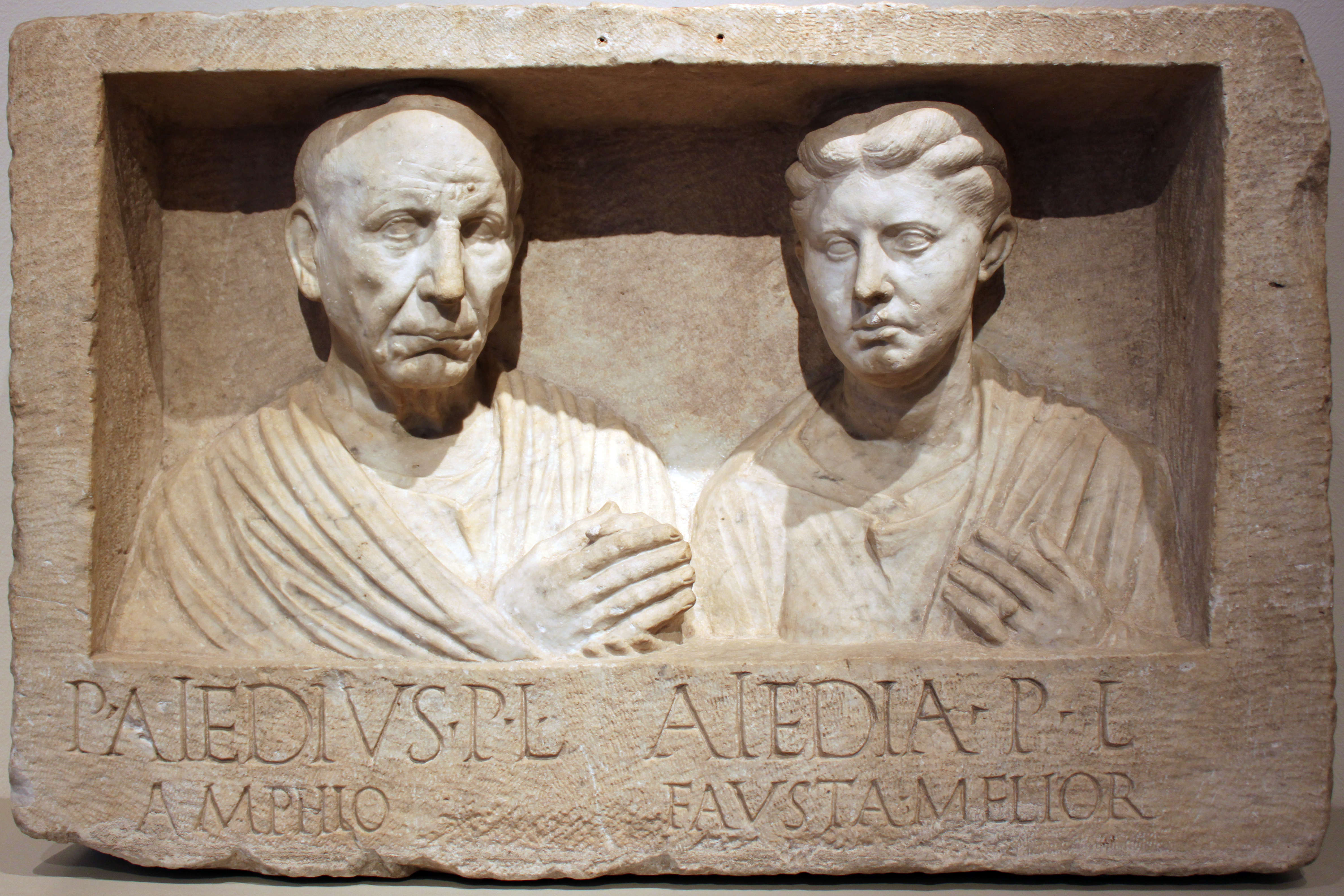
Retrato de los esposos Publio Aiedio Amfio y Aiedia Fausta procedente de Roma, realizado en el.

Aparte de los bustos (inicialmente únicamente la cabeza hasta el cuello, ampliándose progresivamente desde la época republicana a la imperial hasta incluir todo el pecho, los hombros e incluso en alguna ocasión los brazos), la tipología de los retratos escultóricos puede ser en posición estante (de pie) o sedente (sentado, más frecuente en mujeres). Los retratos ecuestres estaban reservados a la dignidad imperial. Las vestiduras distinguen el uso de toga (togatus) o coraza militar (thoracatae). En los retratos fúnebres femeninos el manto cubre la cabeza.
Se distinguen los retratos privados de los retratos oficiales. De los retratos imperiales más espectaculares sólo se conocen por testimonios indirectos: los que presidían los arcos de triunfo, conduciendo cuádrigas, o los que coronaban las columnas. Propiamente colosales fueron algunas, como la que representaba a Nerón como Sol invictus y que dio nombre al Coliseo, o la de Constantino, de la que se conservan fragmentos.